# Xã Cando, Quận Towner, Bắc Dakota
Xã Cando (tiếng Anh: Cando Township) là một xã thuộc quận Towner, tiểu bang Bắc Dakota, Hoa Kỳ. Năm 2010, dân số của xã này là 81 người.